# Sonny Thompson
Alphonso Thompson (Centreville, 22 augustus 1922 - Chicago, 11 augustus 1989) was een Amerikaanse r&b-pianist en songwriter.

## Biografie
De orkestleider en pianist Sonny Thompson behoorde tot de meest markante r&b- en jump blues-instrumentalisten, die eind jaren 1940 tot begin jaren 1950 populair waren. Hij groeide op in Chicago. Na de Wendell Phillips High School studeerde hij aan het Chicago Conservatory of Music. In de stedelijke clubs werd hij gekenmerkt door de muziek van Art Tatum en Earl Hines. Vanaf 1940 werkte hij als professioneel muzikant, kort onderbroken door zijn diensttijd in het leger, waaruit hij na een ongeluk weer werd ontslagen. Vanaf begin 1944 trad hij op als solopianist. Hij leidde ook kortstondig in 1945 een bigband in El Grotto, de kelderclub van het Pershing Hotel, van waaruit de optredens werden uitgezonden op de radio. Na de ontbinding van het ensemble werkte hij verder als solist. In 1946 ontstonden de eerste 78"-opnamen Southside Boogie / Sonny's Boogie onder eigen naam voor het kleine label Sultan Records uit Detroit, later voor Sunrise Records. Tijdens deze periode kwamen ook opnamen met de zangeres June Richmond voor Mercury Records, die hij begeleidde met een combo en met het Dick Davis Orchestra (Memphis Train).
In 1948 had hij twee nummer 1-hitsuccessen in de r&b-hitlijst met Long Gone (Parts I and II) en Late Freight, die hij had opgenomen met de saxofonist Eddie Chamblee voor Miracle Records uit Chicago. Long Gone werd een van de meest verkochte r&b-platen uit dit tijdperk en tot Thompsons herkenningsmelodie. Verdere nummers ontstonden voor Federal Records en Deluxe Records. Minder succesvol waren de nummers Blue Dreams en Still Gone. Tot zijn band behoorden in 1951 de tenorsaxofonist Tina Brooks en de trompettist Henry Glover. In 1951 wisselde hij naar King Records, waar hij de opnamen Smoke Stack Blues, Uncle Sam Blues en The Mellow Blues (parts one and two) opnam met de zanger Jesse Edwards onder zijn eigen naam. Verdere top 10-hits in de r&b-hitlijst had hij daarna met de zangeres Lula Reed. Het grootste succes had hij met I'll Drown in My Tears, dat zich plaatste (#5) in de hitlijst en later werd gecoverd door Ray Charles. Daarna begon een succesvolle periode van samenwerking met Lula Reed, met wie hij talrijke tournees door de Verenigde Staten afwerkte. Thompson nam tot 1959 platen op met Reed. Als songwriter werkte hij in 1960 voor de bluesgitarist Freddie King, voor wie hij onder andere het nummer Hideaway schreef. Nog in 1961/62 werkte hij mee aan de beide nummers Side Tracked en Driving Sideways.
Tijdens de jaren 1960  werkte hij niet meer als actief muzikant, maar wel als muzikaal directeur, producent en A&R voor King Records in de omgeving van Chicago.

## Overlijden
Sonny Thompson overleed in augustus 1989 op bijna 67-jarige leeftijd.

## Discografie
- 1945-1948: The Complete Recordings Vol. 1 (1945-1948) (Blue Moon)
- 1947-1956: Cat on the Keys (Swingtime)
- 1959: Mellow Blues for the Late Hours (King Records)
- 1972: Sonny Thompson Swings in Paris (Black & Blue)

- Biblioteca Nacional de España: XX1497609
- Gemeinsame Normdatei: 135222958
- International Standard Name Identifier: 0000 0001 1944 6932
- Library of Congress Control Number: n87831674
- MusicBrainz: b96094c1-e2c8-43cd-a436-0b626fa74440
- Istituto Centrale per il Catalogo Unico: UBOV896714
- Virtual International Authority File: 87223580
- WorldCat: E39PBJyGXYGrCtcGGWjmB8xv73